# 拟类斑螟属
拟类斑螟属（学名：Pararotruda）为螟蛾科的一个属。

## 下属物种
本属包括以下物种：
- 刺拟类斑螟 Pararotruda nesiotica Rebel, 1911